# سیای اس.۵۸
سیای اس. ۵۸ (به انگلیسی: SIAI_S.58) یک هواگرد ملخ‌پیشین تک‌موتوره از نوع قایق پرنده هواپیمای جنگنده ساخت شرکت SIAI است. هواگرد سیای اس. ۵۸ نخستین پروازش را در ۱۹۲۴ میلادی انجام داد. در مجموع، تعداد ca. 5 فروند از این هواگرد ساخته شده‌است.